# Eliot Porter
Eliot Porter (6 de diciembre de 1901 - 2 de noviembre de 1990) fue un fotógrafo estadounidense.
Su padre era arquitecto y su hermano Fairfield pintor. Estudió Ingeniería Química y Medicina en Harvard y hasta 1929 se dedicó a la investigación en especialidades de Bioquímica y Bacteriología. En 1930 se compró una cámara Leica con la que fotografiaba todo lo que le rodeaba continuando una afición que tenía desde la infancia. En 1933 conoció la obra de Ansel Adams y después se entrevistó con Alfred Stieglitz tras realizar su primera exposición en 1936. Su trabajo en esos años lo realizó con una cámara Linhof de 9x12.
En 1937 comenzó a realizar una serie de fotografías sobre aves aunque era un tema que le interesaba desde sus estudios secundarios. Dos años después realizó una exposición, en la galería An American Place de Stieglitz, sobre temas de naturaleza en blanco y negro que tuvo gran éxito. A partir de ese momento decidió dedicarse a la fotografía. En 1941 recibió una beca Guggenheim para fotografiar especies norteamericanas y en 1943 realizó una exposición en el Museo de Arte Moderno de Nueva York con 54 fotografías de pájaros.
A partir de 1940 empezó a trabajar la fotografía en color empleando un proceso de dye-transfer presentado por Eastman Kodak y que sería el proceso que desarrollaría de un modo personal durante toda su carrera profesional: realiza sus propias copias sobre trasparencias en color controlando de ese modo sus propios resultados.
Con su trabajo ha colaborado en la promoción de la defensa de la conservación de la naturaleza, especialmente desde la publicación en 1962 de su libro In wildness is the preservation of the world, from Henry David Thoreau que llevaba textos de Henry David Thoreau seleccionados por Eliot Porter. A partir de este libro publicó bastantes más recogiendo aspectos de la naturaleza, entre ellos se pueden señalar los que tratan sobre Glen Canyon en Utah, Maine, Baja California, las islas Galápagos, Antártida, África del Este, Islandia, o estudios culturales sobre México, Egipto, China, Checoslovaquia y Grecia.
Su archivo personal fue donado tras su muerte al Museo Amon Carter en Fort Worth.